# كيرك كوربن
كيرك كوربن (بالإنجليزية: Kirk Corbin)‏ هو لاعب كرة قدم باربادوسي، ولد في 12 مارس 1955 في باربادوس. لعب مع كامبريدج يونايتد وويكمب وندررز.